# 天主教卡普阿总教区
天主教卡普阿总教区是罗马天主教在意大利南部坎帕尼亚大区设立的一个总教区，历史上曾经是教省中心，但是自1979年起，成为天主教那不勒斯总教区的附属教区。